# Constance Maynard

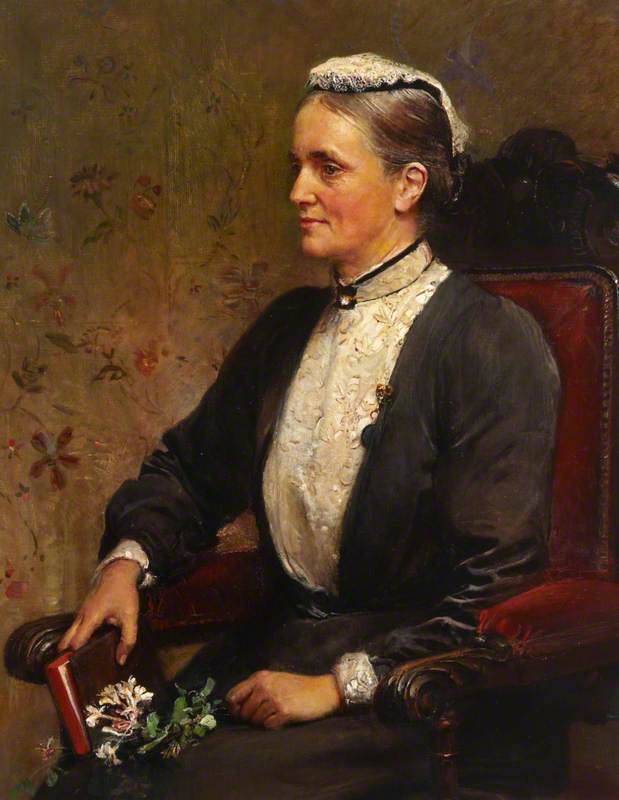
Constance Louisa Maynard, Gemälde von George William Joy, 1910er Jahre

Constance Louisa Maynard (* 9. Februar 1849 in Highbury, London; † 26. März 1935 in Gerrards Cross, Buckinghamshire) war eine englisch-britische Schulleiterin, eine Pionierin der Frauenbildung und die erste Direktorin des Westfield College (1882–1913). Sie war die erste Frau, die an der Universität von Cambridge Moral Sciences (Philosophie) studierte.

## Leben
Constance Maynard wurde in einer Familie der oberen Mittelschicht geboren. Sie war eine von vier Töchtern und zwei Söhnen von Henry Maynard (1800–1888), einem südafrikanischen Kaufmann, und seiner Frau Louisa geb. Hillyard (1806–1878). Sie wuchs in Hawkhurst, Kent, auf. Ihre beiden Brüder besuchten ein Internat, während sie und ihre Schwestern zu Hause von Gouvernanten unterrichtet wurden, mit Ausnahme eines Jahres an der Belstead School in Suffolk. Als ihre Ausbildung abgeschlossen war, kümmerten sie und ihre Schwestern sich um ihre kranke Mutter und leisteten Wohltätigkeitsarbeit. Aus Maynards Autobiografie lässt sich herauslesen, dass sie ihre fleischlichen Begierden unterdrückte, um „das Heil zu erlangen“.
1872, im Alter von 23 Jahren, schrieb sich Constance Maynard am Hitchin College für Frauen ein, das der Universität Cambridge angegliedert war und 1873 zum Girton College werden sollte. Sie war die erste Frau, die den Moral Sciences Tripos (Philosophie) absolvierte und 1875 einen Abschluss zweiter Klasse mit Auszeichnung erhielt.
Nachdem sie aufgrund einer vorübergehenden Krise im Familienunternehmen Girton College verlassen hatte, durfte Maynard eine Einladung der stellvertretenden Direktorin des Cheltenham Ladies' College, Frances Dove, annehmen, in den Lehrkörper einzutreten. 1877 verließ sie mit ihrer Kollegin und Freundin Louisa Lumsden das College, um die St Leonards School in St Andrews zu gründen, deren Leiterin Lumsden wurde. Drei unbefriedigende Jahre (1877–1880) in St Leonards überzeugten Maynard davon, dass ihre Berufung nicht in der Schule lag, und Angebote für eine Schulleitung lehnte sie beharrlich ab. Auch das Heiratsangebot eines schottischen Pfarrers lehnte sie mit einigem Zögern ab.
1880 kehrte sie nach London zurück, wo sie bei einem ihrer Brüder lebte, um ein Teilzeitstudium an der Slade School of Fine Art aufzunehmen. Dort schloss sie sich einem Personenkreis an, der das Ziel verfolgte, in London ein College für Damen zu gründen. Maynard war maßgeblich an der Ausarbeitung der Pläne für ein „ideales College“ beteiligt, das Damen auf der Grundlage christlicher Prinzipien auf den Abschluss vorbereiten sollte. Die Gruppe traf sich erstmals im Februar 1882 zu Gesprächen, und im Mai wurde Maynard die Stelle der Mistress angeboten (ein Titel, der in Girton übernommen wurde). Die raschen Fortschritte waren möglich, weil die zur Gruppe gehörende Ann Dudin Brown die Gründung finanzierte. Im Oktober 1882 wurde in Folge das Westfield College in zwei Privathäusern in Hampstead eröffnet, das später zur Queen Mary University of London wurde. Es war eine der ersten höheren Bildungseinrichtungen für Frauen in England und eine der ersten, an der Frauen Abschlüsse erwerben konnten.
Aus Maynards Tagebüchern geht hervor, dass es ihr schwerfiel, die Liebe zu ihren Schülerinnen in Worte zu fassen, und einige Wissenschaftler haben ihr vorgeworfen, ihre Macht zu missbrauchen, indem sie Beziehungen zu ihnen unterhielt. Mit einer Schülerin, der späteren Missionarin Margaret Brooke, hatte sie eine leidenschaftliche Beziehung, die Brooke das Herz brach, als sie endete.
Maynard blieb 33 Jahre lang Mistress von Westfield und ging 1913 in den Ruhestand. Sie hatte rund 500 Schülerinnen unterrichtet, und viele von ihnen arbeiteten erfolgreich in Schulen, Colleges und bei Missionsorganisationen. Durch Briefe und Besuche hielt sie engen Kontakt zu ihren ehemaligen Schülerinnen und pflegte enge Beziehungen zu ihnen. Gelder, die sie als Abschiedsgeschenke sammelte, spendete sie dem College; ein Teil wurde als Härtefallfonds verwendet, der Rest als Stiftung für die Maynard Divinity Lectures (ab 1915, später Maynard-Chapman Divinity Lectures). 1888 adoptierte Maynard über einen Freund bei der Heilsarmee ein Kind. Zum Zeitpunkt der Adoption war Stephanë Anthon, genannt „Effie“, acht Jahre alt, und die Beziehung zwischen den beiden war schwierig. Constance unterstützte Effie zwar bis zu ihrem Tod an Tuberkulose im Jahr 1915, aber in ihren Tagebüchern wird diese Zeit als eine Zeit der Enttäuschung beschrieben.
Sie hatte mehrere Jahre Depressionen, hervorgerufen durch eine Mischung aus Überarbeitung, Einsamkeit und innerem religiösen Aufruhr. Religiöse Bewegungen wie die Heilsarmee spielten eine wichtige Rolle im Leben von Maynard. Sie wurde als Vertreterin der Alumni in den Verwaltungsrat des Girton College gewählt und gehörte von 1897 bis etwa 1905 dem Rat der Church Schools' Society an. Nach ihrer Pensionierung verbrachte Maynard ihre Zeit mit Reisen, dem Empfang von Besuchern, Lesen und Schreiben. Sie schrieb Gedichte, religiöse Vorträge und Pamphlete mit moralischem oder spirituellem Inhalt. Außerdem gab sie Sammlungen von Dora Greenwells Gedichten heraus. Ihre eigenen unveröffentlichten Schriften, darunter eine unvollendete Autobiografie, werden in den Archiven der Queen Mary University of London digitalisiert.
Constance Maynard starb am 26. März 1935 in ihrem Haus in Gerrards Cross, Buckinghamshire, und wurde am 29. März in der Pfarrkirche von Gerrards Cross beigesetzt. Das Westfield College erhielt in ihrem Testament 1.500 Pfund zur Finanzierung eines Stipendiums.

## Veröffentlichungen (Auswahl)
- Between College Terms, James Nisbet & Company, London 1910.
- The Religious Training of Immaturity, National Sunday School Union, London 1923.
- The Kingdom of Heaven is like..., Religious Tract Society, London 1924.
- We Women. A Golden Hope, Morgan & Scott, London 1924.
- The Perfect Law of Liberty, Religious Tract Society, London 1925.
- Dora Greenwell: a prophet for our own time on the battleground of our faith, H. R. Allenson, London 1926.
- Progressive Creation, Society for Promoting Christian Knowledge, London 1927.
- Then shall we Know, Society for Promoting Christian Knowledge, London 1927.
- The Prophet Daniel and other essays, Morgan & Scott, London 1927.